# Jesper Manns
Jesper Manns (5 augustus 1995) is een Zweeds voetballer. Hij speelt als verdediger voor AFC Eskilstuna.

## Carrière
Manns begon met voetballen bij Triangelns IK. Daar werd hij opgepikt door Eskilstuna City FK. Voor deze club maakte hij zijn debuut in division 1.
In 2013 tekende Manns een tweejarig contract bij Jönköpings Södra IF. Hij debuteerde op 3 juni 2013 voor de club tijdens een wedstrijd tegen Falkenbergs FF. In zijn eerste seizoen voor Jönköping kwam Manns tot 9 wedstrijden. In februari 2014 verlengde hij zijn contract met twee jaar.
Een jaar later klopte IF Elfsborg echter aan bij de verdediger. Manns ging in op het aanbod en tekende voor vijf jaar. Na 55 wedstrijden in de hoofdmacht verruilde hij Elfsborg in augustus 2019 voor Kalmar FF. Na vier maanden kondigde de club echter alweer het vertrek van Manns aan.
Manns tekende in februari 2020 een contract bij AFC Eskilstuna.